# Przełęcz Halfaja
Przełęcz Halfaja (arab. ممر حلفيا) – przełęcz znajdująca się w Egipcie, w pobliżu granicy z Libią.
Przechodzi przez około 200-metrową kuestę, opadającą stromo w kierunku wschodnim. Znajduje się około 3-4 km od wybrzeża Morza Śródziemnego.
W czasie II wojny światowej na przełęczy została przeprowadzona operacja Brevity (15–27 maja 1941).